# Димитр Солев
Дими́тр Со́лев (мак. Димитар Солев; *24 травня 1930, м. Скоп'є, Королівство Югославія, тепер Північна Македонія — †24 вересня 2003, там же, Македонія) — македонський письменник,  сценарист, літературний критик, драматичний актор і перекладач.

## З біографії
Димитр Солев народився 24 травня 1930 року в Скоп'є.
Закінчив філософський факультет Скопського університету, де навчався на групі югославської літератури.
Працював редактором на македонському телебаченні, директором цієї телекомпанії, також директором Національної й університетської бібліотеки Святого Климента Охридського (1978-87) (всі — в Скоп'є).
Також був головним і відповідальним редактором часопису «Погляди» („Разгледи“). 
Прозаїк вступив до Спілки письменників Македонії у 1956 році, деякий час очолював її . Також був членом Македонського ПЕН-центру.
Помер 24 вересня 2003 року в столиці вже незалежної македонської держави місті Скоп'є.

## Творчість і визнання
У період 1950-60-х років Димитр Солев був лідером модерністського крила в македонській літературі, й своєю есеїстикою викликав жваві суперечки в інтелігентських колах.
Вибрана бібліографія автора включає:
- Збірки оповідань:
  - Талий сніг (Окопнети снегови, 1956);
  - За течією і проти неї (По реката и спроти неа, 1960);
  - Ограда (1963);
  - Зима свободи (Зима на слободата, 1968);
  - Слово про Ігоря (Слово за Игора, 1969);
  - Вибрані оповідання (Одбрани раскази, 1970);
  - Равлики (Полжави, 1975);
  - Чорне дзеркало (Црно огледало, 1985);
  - Одумирање на државата (1990);
  - Заміна системи (Промена на системот, 1993);
  - Лисий цвіркун (Ќелав штурец);
  - Синовски татковци (посмертно, 2006)[8];
- Романи:
  - Под усвитеност (1957);
  - Кратката пролет на Моно Самоников (1964);
  - Дрен[9] (1980);
  - Зора зад аголот (1984);
  - Дублер (1988);
  - Мртва трка (1998);
- Есеїстика:
  - Кво вадис скриптор (1970);
- Радіо-драма:
  - Пушка в езеро;
- Сценарії:[10]
  - Слідами свободи (По врвиците на слободата, 1959);
  - Границя (Граница, 1962);
  - Шкільні канікули (Школски распуст, 1964);
  - Дні спокуси (Денови на искушение, 1965);
  - До речі (Патем, 1966);
  - Постріл (Истрел, 1972).

Українською мовою оповідання Димитра Солева «Талий сніг» переклав Андрій Лисенко (увійшло до збірки «Македонська новела», яка вийшла 1972 року в серії «Зарубіжна новела» і за яку перекладач отримав міжнародну премію «Золоте перо»).
Димитр Солев за свою літературну творчість має премії: „Рациново признание“ (1980) та „11 Октомври“.